# Vasili Dokucháyev
Vasili Vasílievich Dokucháyev (en ruso: Васи́лий Васи́льевич Докуча́ев; 1 de marzo de 1846 - 8 de noviembre de 1903) fue un  geógrafo edafólogo ruso conocido por ser uno de los próceres de la geografía rusa y por ser justamente considerado padre de la ciencia de suelo o edafología,  y prácticamente su primer científico edafólogo. Fue de los primeros científicos en realizar un vasto estudio de los tipos de suelos. Dokucháyev contribuye a "poner los suelos sobre cartas geográficas..."
Uno de sus más relevantes trabajos fue el “principio del análisis integral del territorio” que orientó en gran medida las investigaciones y sirvió de directriz para la solución de variados problemas teóricos, metodológicos y prácticos del estudio de la geografía en Rusia. Exhaustiva relevancia cobra su introducción del concepto geográfico de suelo, que se aleja del sentido que le otorgan geólogos e ingenieros para considerarlo como un sistema natural complejo, totalmente distinto a un estrato geológico, producto síntesis de la geografía en la cual se encuentra e íntimamente ligado a sus factores, que pasan a ser considerados por Dokucháyev como factores de formación. 

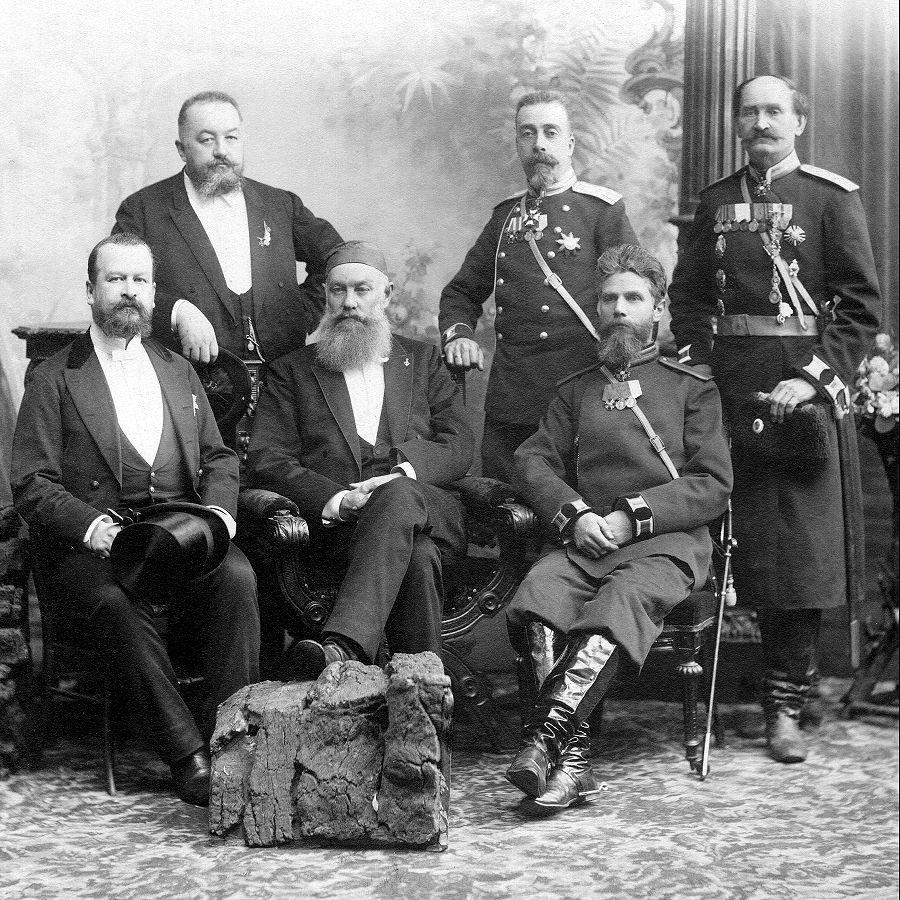
Vasili Dokucháyev en Transcaspia, entre 1898 y 1899.

También desarrolló un esquema de la clasificación que describía cinco factores para la formación del suelo. Él llegó a su teoría después de extensos estudios de campo en los suelos rusos en 1883.  Su trabajo más famoso es el chernozem ruso (1883), que hizo la palabra conocida en el extranjero.
Enseña en San Petersburgo. Es enviado a estudiar los suelos rusos, por demanda de la "Sociedad Económica Libre Imperial de San Petersburgo", que se inquietaba por las desastrosas consecuencias, para la agricultura, de las severas sequías de los años 1873 a 1875. Particularmente en Rusia, observa que los suelos estaban ligados, en su naturaleza y distribución, a los siguientes factores: clima, roca subyacente, relieve, tiempo, agentes biológicos (vegetación, animales del suelo).

## Obras
- Dokuchaev, V.V. 1879. Short Historical Description and Critical Analysis of the More Important Soil Classifications. Trav. Soc. Nat. St. Petersburg 10: 64-67. (En ruso)
- Dokuchaev, V.V. 1879. Tchernozeme (tierra negra) de la Russie d‘Europe (Chernozem de la Rusia europea). Société Impériale Libre Economique. Imprenta Trenke & Fusnot, San Petersburgo
- Dokuchaev, V.V. 1883. Russian Chernozem. In Selected Works of V.V. Dokuchaev, Vol. 1, p. 14–419. Moscú, 1948. Israel Program for Scientific Translations Ltd. (for USDA-NSF), S. Monson, Jersalem, 1967. (Traducido del ruso al inglés × N. Kaner)
- Dokucháyev, V.V. 1893. Las Estepas Rusas: Estudio de Suelos en Rusia, Pasado y Presente. San Petersburgo, Rusia: Departamento de  Agricultura, Ministerio de los Dominios Reales para la Exposición Mundial en Chicago
- Dokuchaev, V.V., N.M. Sibirtsev. 1893. Short Scientific Review of Professor Dokuchaev's and His Pupil's Collection of Soils Exposed in Chicago in the Year 1893. San Petersburgo, Rusia: Departamento de  Agricultura, Ministerio de los Dominios Reales para la Exposición Mundial en Chicago